# De Barones

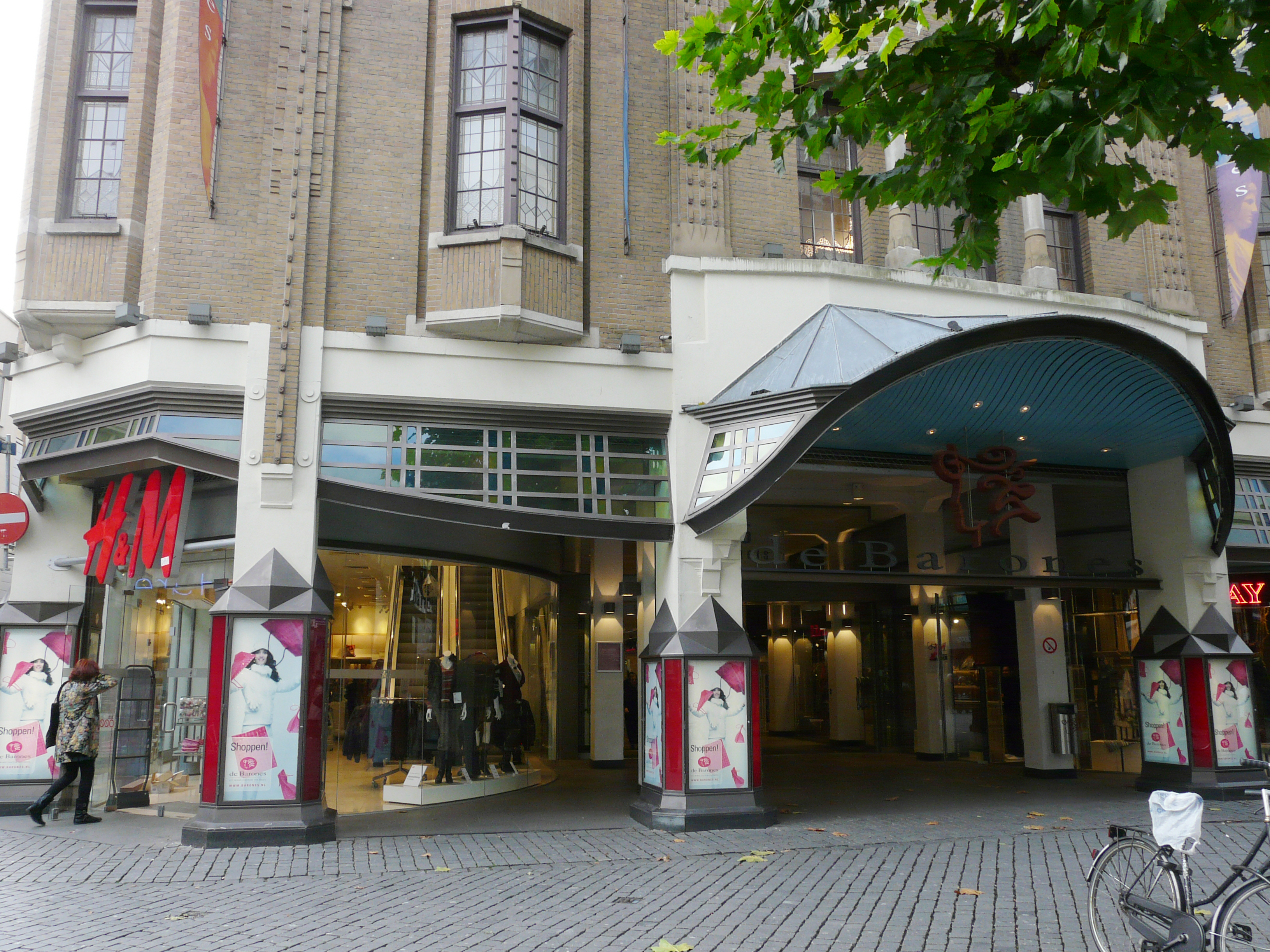
Toegang Karrestraat 2008

De Barones is een luxe winkelcentrum in het centrum van Breda. Het winkelaanbod richt zich voornamelijk op het midden- en hogere marktsegment van de branches mode, accessoires, persoonlijke verzorging, cadeau, vrije tijd, en horeca.

## Geschiedenis
In 1997 is De Barones voor het eerst geopend. Het winkelcentrum naar ontwerp van Kraaijvanger Architects bestond uit een passage met twee bouwlagen, de begane grond en de eerste etage, die te bereiken is met trappen en een roltrap. Buiten de passage zijn ook nog vijf winkels te vinden, die eveneens deel uitmaken van het winkelcentrum. Er zijn vier in- en uitgangen. Er zijn in- en uitgangen aan de Lange Brugstraat, Karrestraat en de Nieuwstraat. De Barones heeft een belangrijke impuls gegeven aan de versterking en de regionale functie van het winkelapparaat van Breda.
De sterk veranderde retailmarkt maakte het noodzakelijk het winkelcentrum een krachtige impuls te geven om weer klaar te zijn voor de komende decennia. Daarom zijn in 2015 plannen naar ontwerp van architectenbureau Rijnboutt ontwikkeld waarin grotere winkels zijn gecreëerd, door de ruimtes op de etage en begane grond samen te voegen. Hierdoor zijn de roltrappen in de passages verdwenen en is er ruimte voor een centraal plein met eigentijdse horeca ontstaan.

## Naamgeving
De Baronie van Breda is sinds de 16e eeuw de gebruikelijke naam voor de heerlijkheid Breda. In topografische aanduidingen kwam deze naam ook veelvuldig voor. De heerlijkheid veranderde nogal eens van eigenaar, waarna de nieuwe heer en zijn naam op de voorgrond stonden. Een kleindochter van een Heer van Breda, Johanna van Polanen, trouwde als erfdochter met graaf Engelbrecht I van Nassau-Siegen, door welke verbintenis de Nassaus in de Nederlanden hun entree maakten.
De naam van het winkelcentrum zou een verwijzing naar haar zijn, maar dat is eigenlijk een anachronisme: in Johanna's tijd (eerste helft vijftiende eeuw) was de titel baron nog nieuw en weinig gebruikelijk. Bovendien waren de echtgenotes van adellijke heren minder prominent. De enige vrouwe van Breda die zelf naam heeft gemaakt was de Spaanse markiezin Mencia de Mendoza, echtgenote van graaf Hendrik III van Nassau. Bij de gekozen naam is niet zozeer sprake van een 'vernoeming', maar meer van een 'knipoog' naar de geschiedenis.

## Afbeeldingen

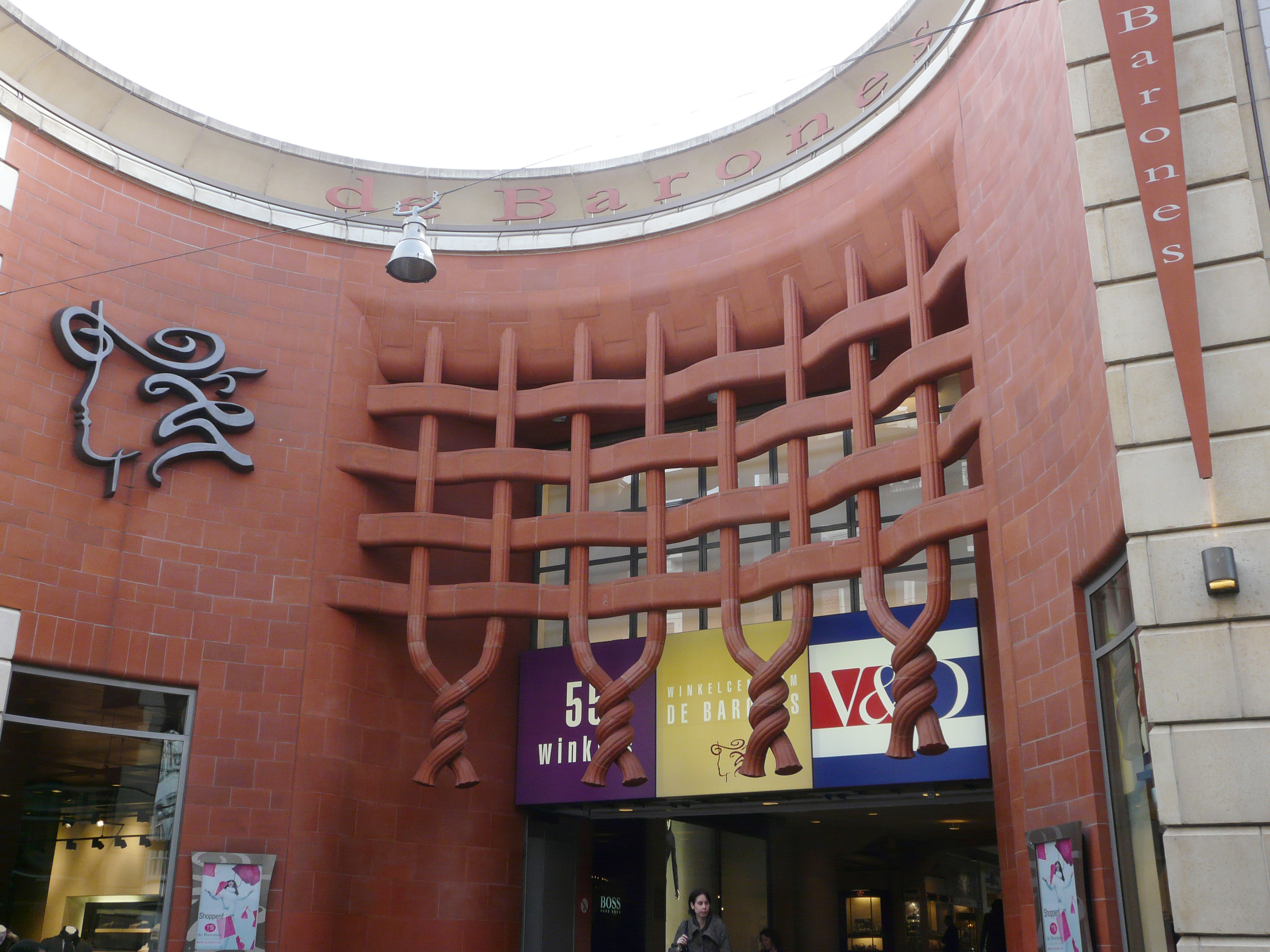
Lange Brugstraat 2008
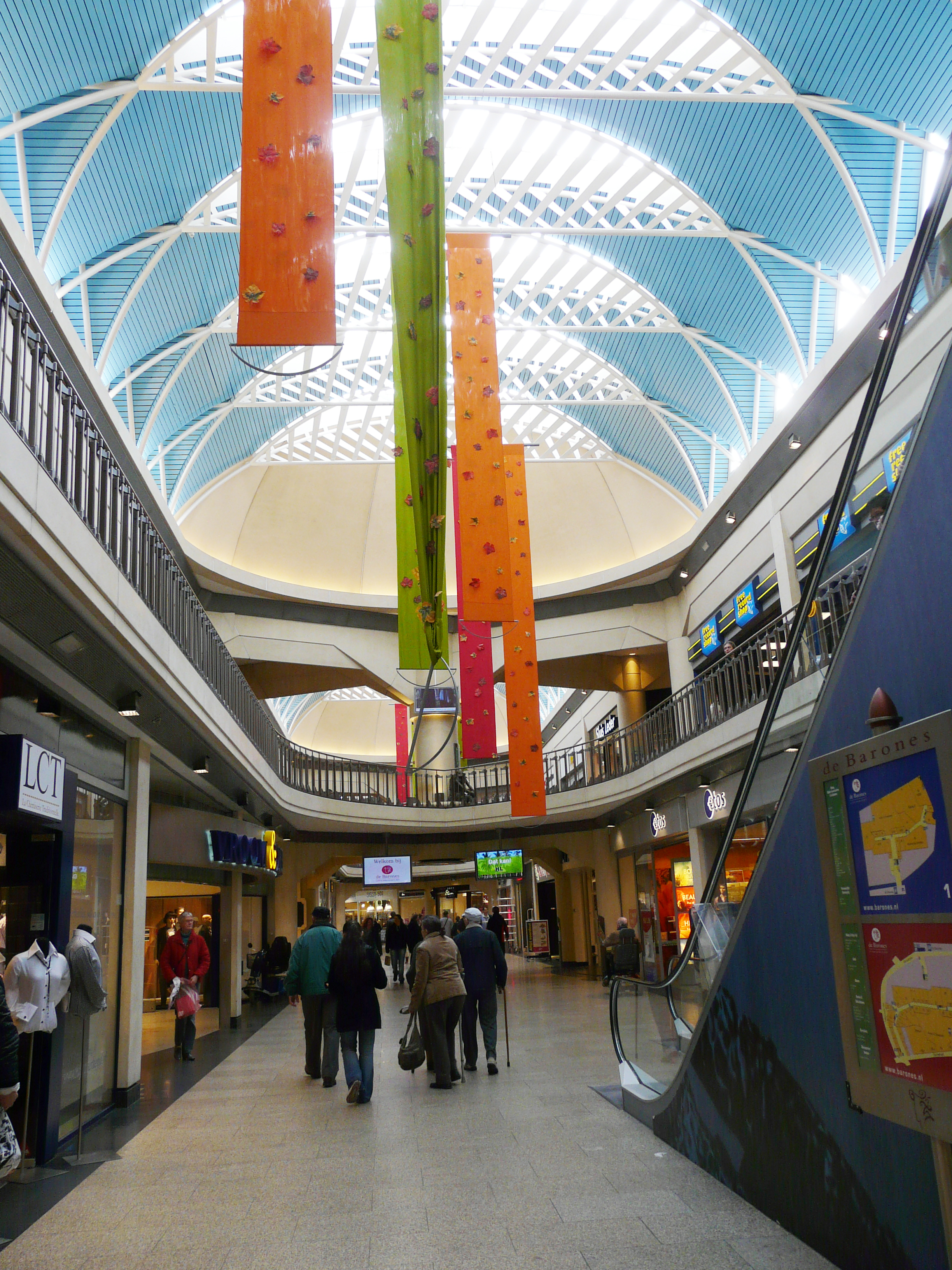
Interieur 2008
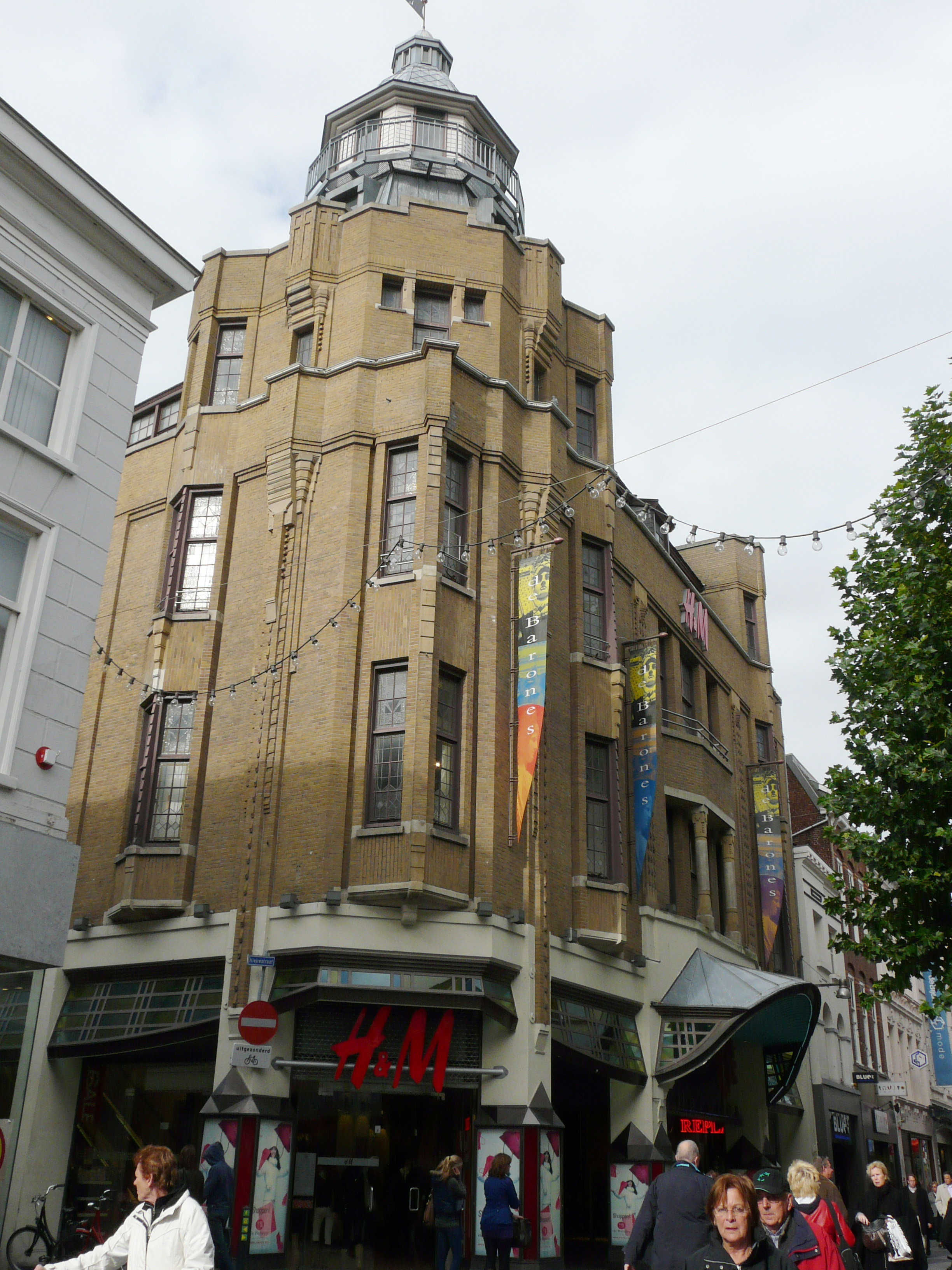
Ginnekenstraat 2009
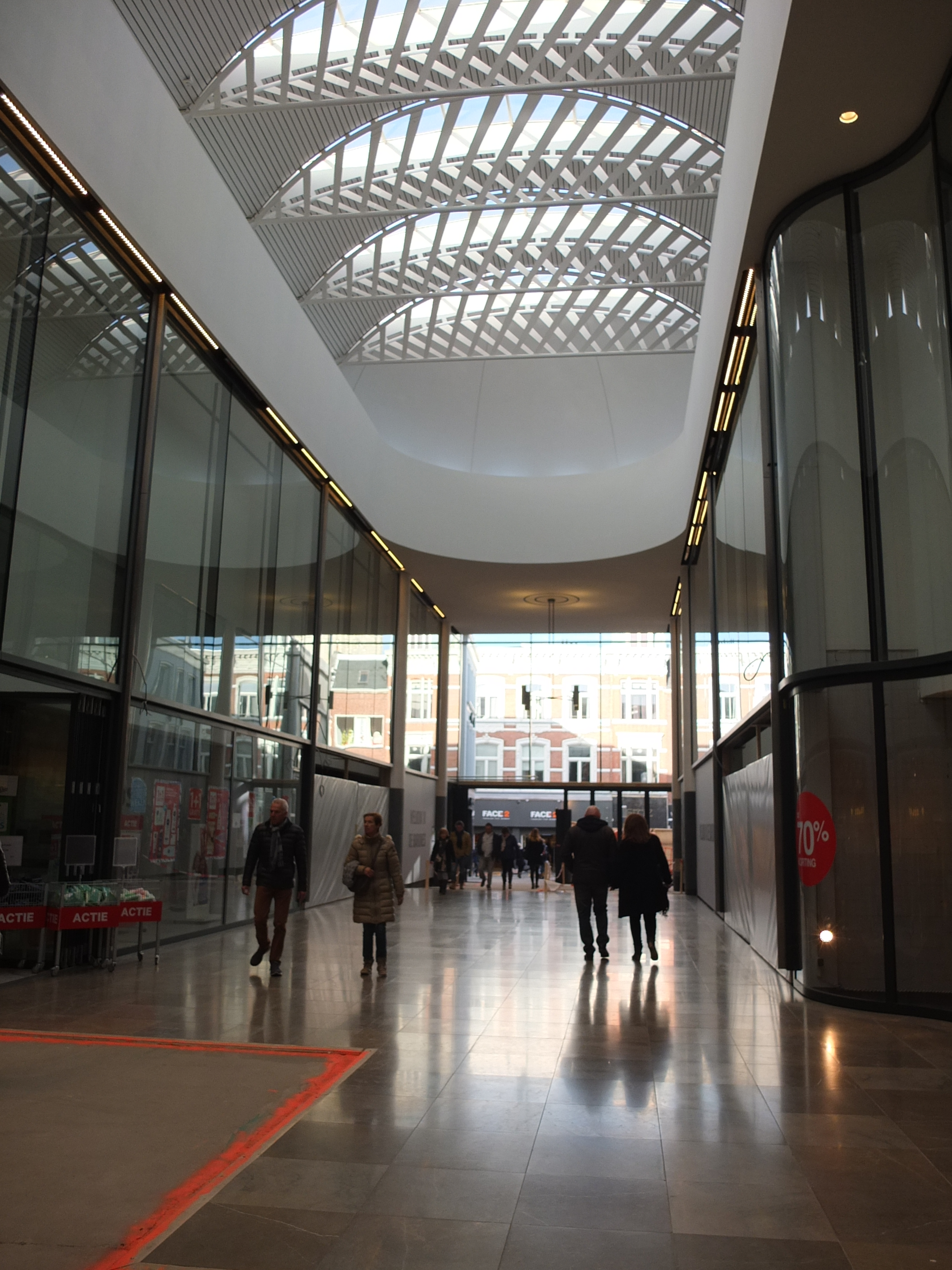
Interieur 2016
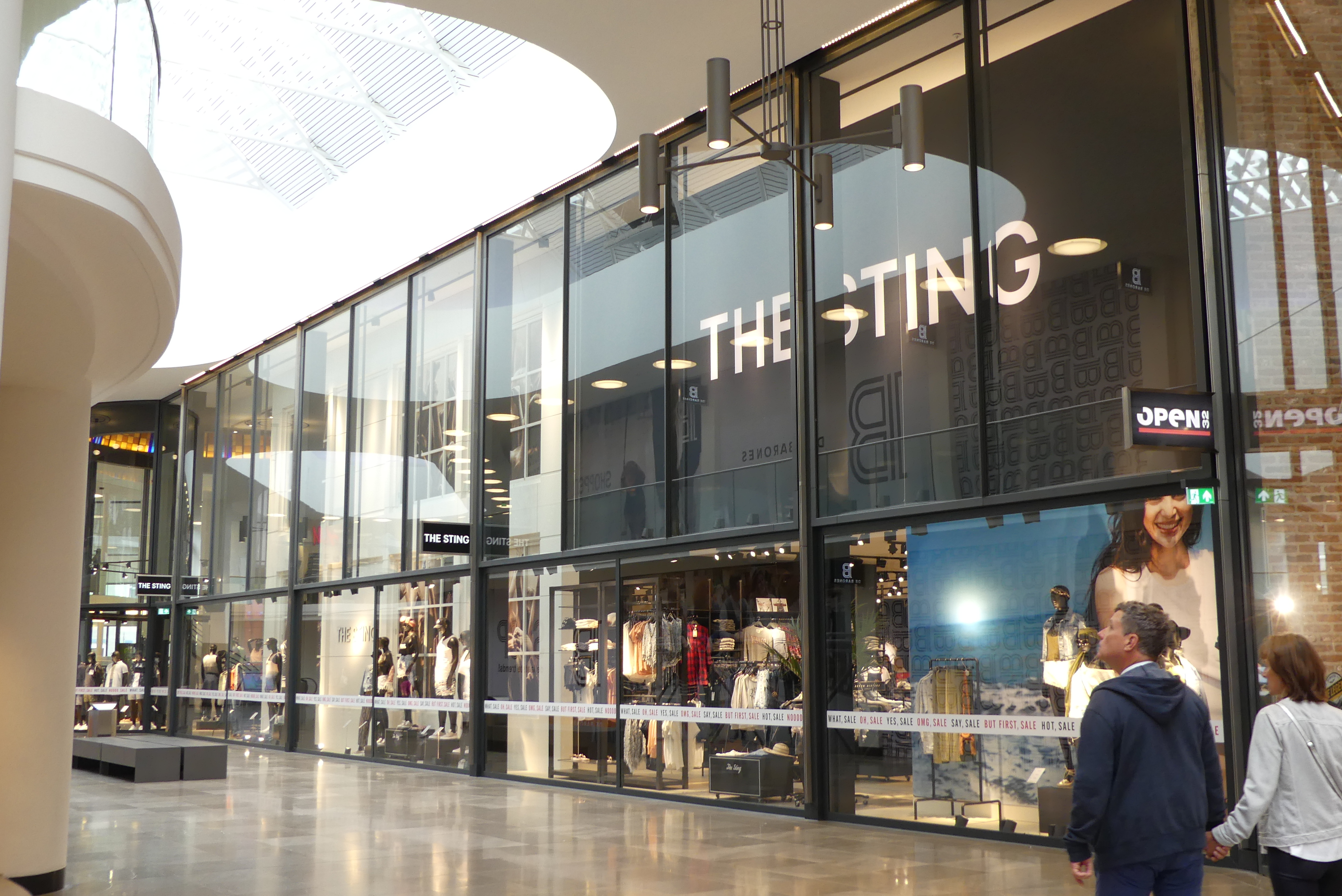
Interieur 2017